# Corinne Hofman
Pour les articles homonymes, voir Hofman.
Corinne Lisette Hofman (née le 10 juillet 1959) est professeure néerlandaise d'archéologie caribéenne à l'université de Leyde depuis 2007. Elle remporte le prix Spinoza 2014.

## Biographie
Corinne Hofman est née à Wassenaar. Elle obtient un doctorat à l'université de Leyde en 1993.
Elle est membre du comité consultatif de rédaction de la revue d'archéologie Antiquity.
En 2013, elle remporte le prix Merian de l'Académie royale des arts et des sciences des Pays-Bas. En 2014, elle est l'une des quatre lauréates du prix Spinoza néerlandais et reçoit une subvention de 2,5 millions d'euros. Depuis 2015, elle est membre de l'Académie royale des arts et des sciences des Pays-Bas. Elle est élue membre de l'Academia Europaea en 2016. En 2018, elle est élue Corresponding Fellow de la British Academy,.